# گویش اجتماعی
گویش اجتماعی در زبان‌شناسی اجتماعی به گونه‌ای از زبان یا مجموعه‌ای از واژگان گفته می‌شود که توسط یک طبقه اقتصادی‌اجتماعی، پیشه‌وران حرفه‌ای خاص، یک گروه سنی یا یک گروه اجتماعی دیگر استفاده می‌شود. گویش اجتماعی با گویش محلی متفاوت است چرا که در آن طبقه اجتماعی به جای تقسیم‌بندی‌های جغرافیایی، ویژگی‌های منحصر به فرد زبانی را ایجاد می‌کند.